# 弗朗西斯·莫罗
弗朗西斯·莫罗（法語：Francis Moreau，1965年7月21日—），法国男子自行车运动员。他曾代表法国参加1996年和2000年夏季奥林匹克运动会自行车比赛，其中1996年奥运会获得一枚金牌。